# Dominique Baratelli
Dominique Baratelli (Niça el 26 de desembre de 1947 a) és un exfutbolista internacional francès que jugava de porter.